# Lechea tenuifolia
Lechea tenuifolia är en solvändeväxtart som beskrevs av André Michaux. Lechea tenuifolia ingår i släktet Lechea och familjen solvändeväxter. Inga underarter finns listade i Catalogue of Life.